# NGC 3477
NGC 3477 је лентикуларна галаксија у сазвежђу Лав која се налази на NGC листи објеката дубоког неба.
Деклинација објекта је + 9° 13' 4" а ректасцензија 10h 58m 12,5s. Привидна величина (магнитуда) објекта NGC 3477 износи 14,8 а фотографска магнитуда 15,7. NGC 3477 је још познат и под ознакама CGCG 66-74, PGC 32997.